# Paralatreutes bicornis
Paralatreutes bicornis is een garnalensoort uit de familie van de Hippolytidae. De wetenschappelijke naam van de soort is voor het eerst geldig gepubliceerd in 1925 door Kemp.